# Var Pałki
Var Pałki (tyt. oryg. Var the Stick) – druga część cyklu książek Krąg Walki autorstwa Piersa Anthony’ego. 

## Fabuła
Głównym bohaterem jest Var Pałki, chłopiec mutant, który wychował się sam wśród terenów objętych działaniem Rentgenów (Promieniowania). Pewnego dnia wódz imperium wybiera się na zwiad, aby dowiedzieć się, kto lub co niszczy plony. Natrafia wówczas na chłopca, którego staje się przyjacielem i zastępuje mu ojca. Chłopiec, mimo wielu lat spędzonych w odosobnieniu, staje się mistrzem wymyślonej przez siebie broni pałek, dzięki czemu otrzymuje tytuł Var Pałki.